# Aage Jonsen
Aage Jonsen var en dansk storman och drots, död 1317.
Under Erik Menveds tidigare regering av Jonsen en av kungens mera framträdande rådgivare, särskilt under striden mot ärkebiskopen i Lunds stift, Jens Grand. Jonsen var drots 1294–1295 och blev bannlyst av ärkebiskopen. Han underhandlade senare på konungens vägnar med Grand när denne satt fängslad. Under sina sista år framträder han mindre i politiken.